# Gut Wulfshagen

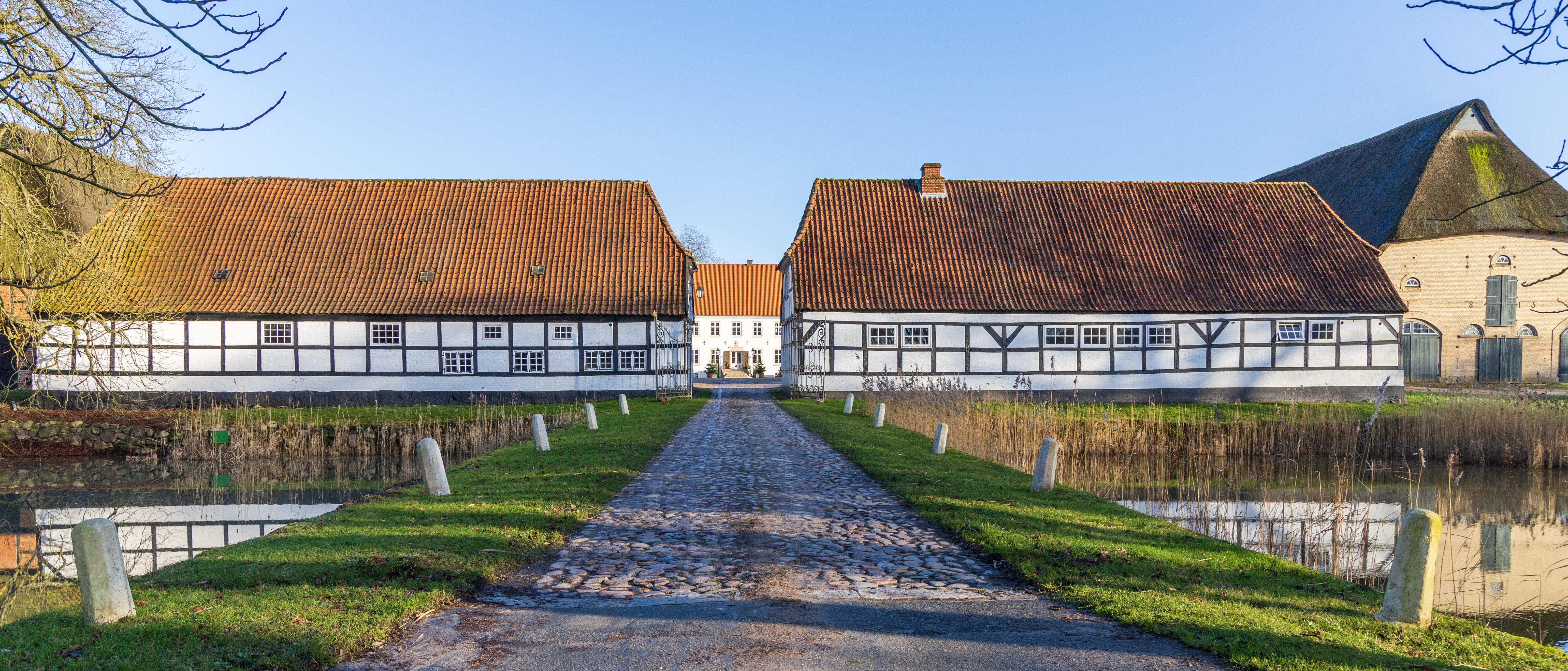
Gut Wulfshagen

Das Gut Wulfshagen liegt in der Gemeinde Tüttendorf im Kreis Rendsburg-Eckernförde in Schleswig-Holstein.

## Geschichte
Das Gutshaus wurde 1699 von Freiherr Andreas Pauli von Liliencron im Stil des niederländischen Barock erbaut und 1787 von der Familie von Qualen erworben. Da Karl und Liane von Qualen kinderlos blieben, vererbten sie das Gut 1903 an Ludwig Graf zu Reventlow, einen Neffe von Liane von Qualen.
1859 errichtete Karl von Qualen ein Schulhaus für die Kinder der Mitarbeiter des Gutes. 70 Jahre wurden bis zu 30 Kinder unterrichtet. Als die Gutsbezirke in Schleswig-Holstein 1928 aufgelöst wurden, übernahm die Gemeinde die Schule. Kurze Zeit später wurde sie geschlossen und der Unterricht nach Blickstedt verlegt. Anschließend diente die alte Schule als Wohnhaus für den Melker und später für den Gutsverwalter. Danach wurde im Gebäude ein Café betrieben.

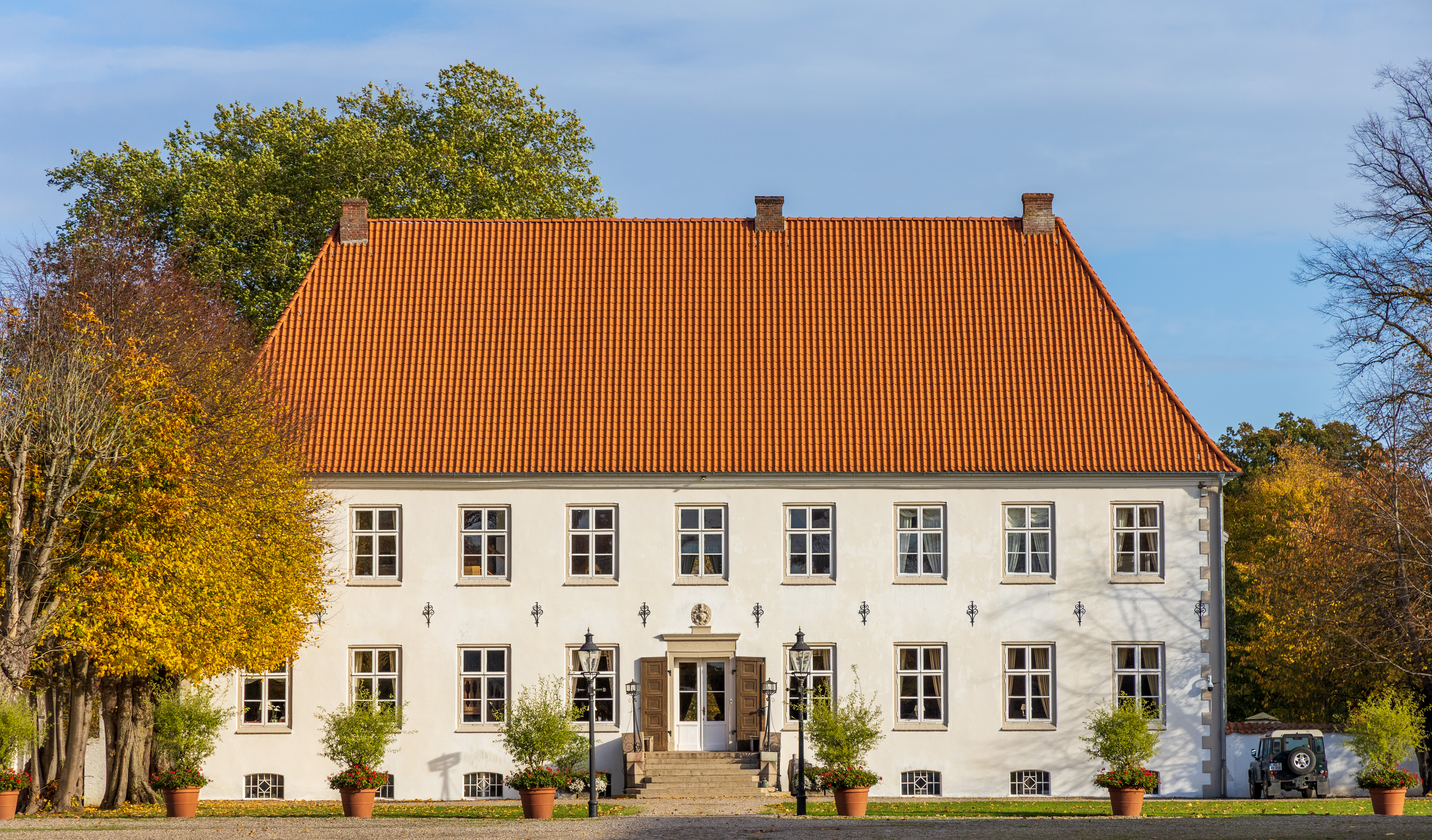
Gutshaus

Der heutige Gutsbesitzer (2017) Moritz Graf zu Reventlow hat die Anlage 2007 von seinem Vater Friedrich Graf zu Reventlow geerbt.

## Namensherkunft
Der Name Wulfshagen deutet Wälder an. Ein Hag, mittelhochdeutsch „hac“, ist ein umfriedeter Ort oder Wald. Der Namensteil Wulf wird aus dem mittelhochdeutschen „wolf“ oder dem mittelniederdeutschen „wulf“ für Wolf abgeleitet.

## Nutzung

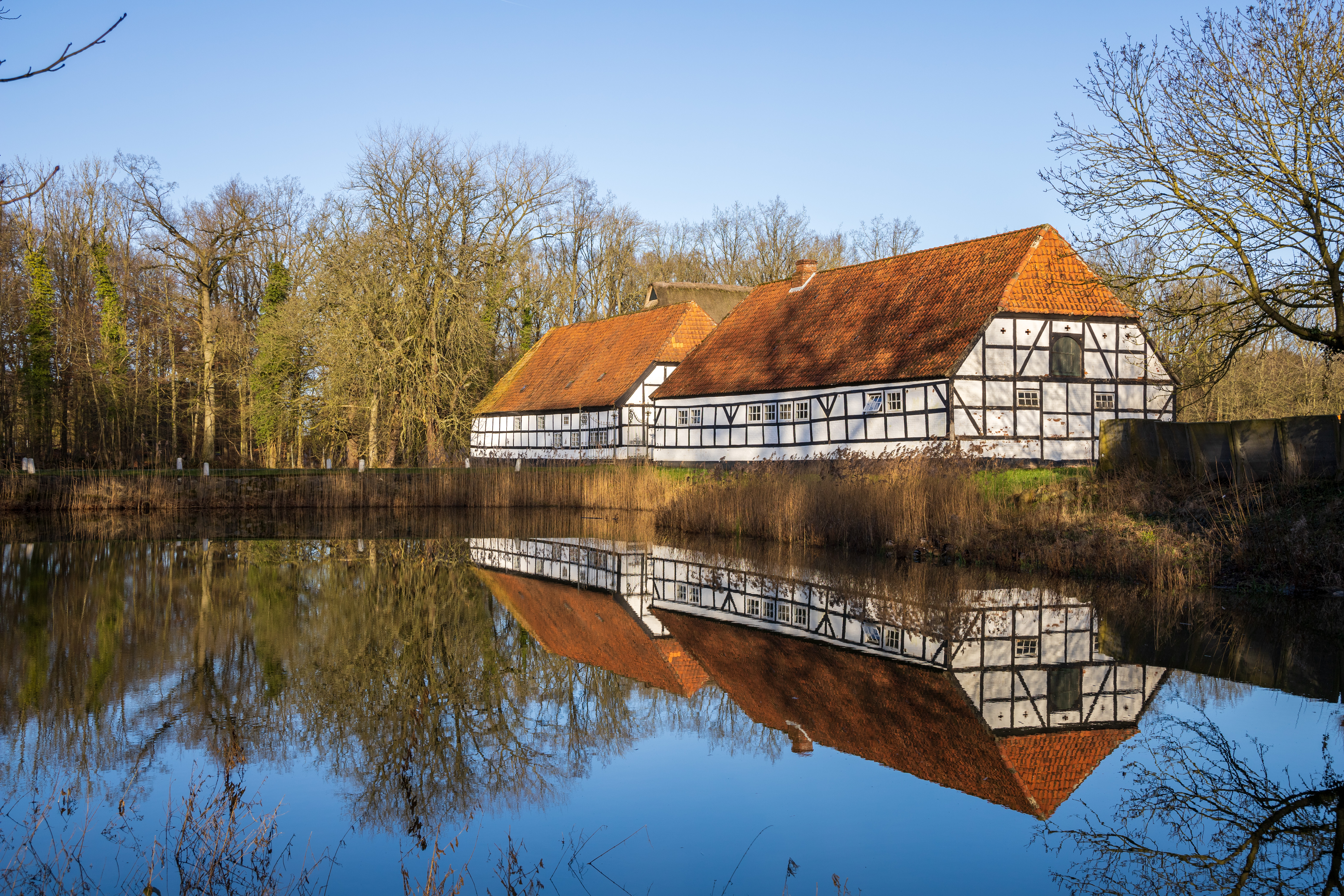
Wirtschaftsgebäude

Zum Gut gehören 600 Hektar Land, Wald, Wiesen und Äcker. Es werden Weizen, Gerste, Raps und Mais angebaut. Die Milchviehhaltung wurde 1974 aufgegeben. Zur Stromerzeugung wird eine Biogasanlage betrieben. Der gutseigene Wald ist ein gemischter Laubwald. In der Parkanlage des Herrenhauses stehen teils über 600 Jahre alte Eichen.
Das Café im alten Schulhaus wird vom Gutsbesitzer in Eigenregie betrieben.